# Cyangugu
Cyangugu – miasto w Rwandzie; w Prowincji Zachodniej; 27,5 tys. mieszkańców (2012). Przemysł spożywczy, odzieżowy.